# Les Enfants Terribles (opera)

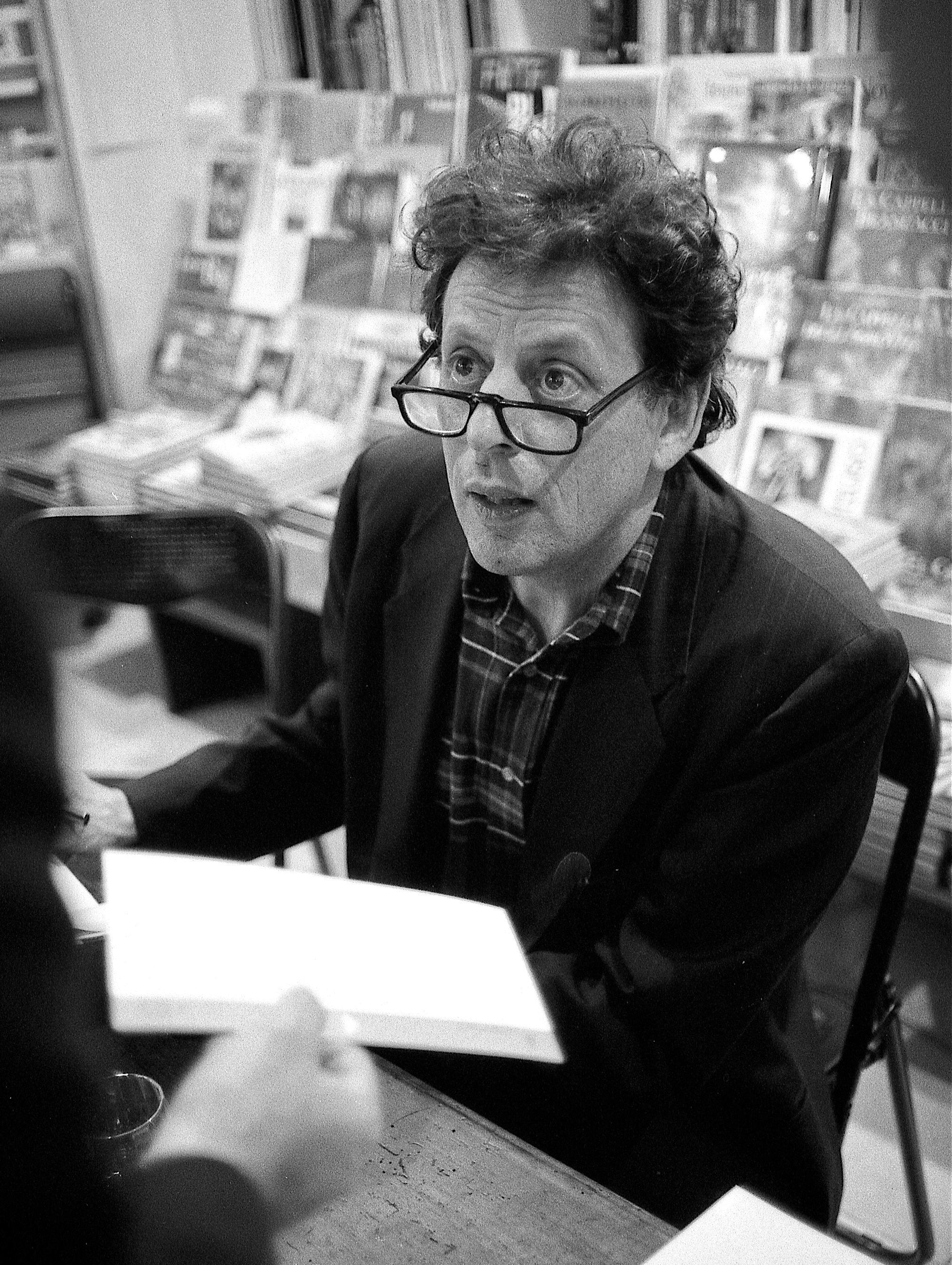
Philip Glass

Les Enfants Terribles (De förskräckliga barnen) är en dansant kammaropera för fyra röster och tre pianon (stora eller elektroniska) komponerade 1996 av Philip Glass med libretto (på franska) av kompositören, i samarbete med den amerikanske koreografen Susan Marshall, efter Jean Cocteaus roman De förskräckliga barnen från 1929 och Jean-Pierre Melvilles film Les Enfants terribles från 1950. Verket var en beställning av "The Steps Dance Festival" anordnad av Pour-cent culturel Migros i flera städer i Schweiz. Detta är den tredje delen i en trilogi till Cocteaus ära efter Orphée (1993) och La Belle et la Bête (1994). Premiären ägde rum den 18 maj 1996 i Zug dirigerad av Karen Kamensek.
Operan hade Sverigepremiär den 22 juni 2022 på Teater Tribunalen i Stockholm av det fria operakompaniet Kamraterna.

## Personer
| Roller          | Stämma      | Premiärbesättning den 18 maj 1996 Dirigent: Karen Kamensek |
| --------------- | ----------- | ---------------------------------------------------------- |
| Paul            | basbaryton  | Philip Cutlip                                              |
| Elisabeth       | sopran      | Christine Arand                                            |
| Gérard          | tenor       | Hal Cazalet                                                |
| Dargelos/Agathe | mezzosopran | Valérie Komar                                              |

## Handling
Efter moderns död är syskonen Elizabeth och Paul lämnade åt sig själva. De lever tillsammans i en stor våning i Paris.
De har byggt sig ett klockbundet universum styrt av symboler. Deras rum är en fristad där en "skatt" tronar och vars mening endast de vet. "Elizabeth" mötte Michael och gifte sig med honom, men näst dag dog han i en olycka utan att äktenskapet hann fullbordas.
Hon ärvde Michaels förmögenhet inklusive en stor privatvåning där Paul kom att leva med deras berömda skatt. Pauls vänner Gérard och Agathe (som påminner starkt om Dargelos, en skolpojke som Paul dyrkade) dyker snart upp för att leva tillsammans med syskonen. Men när Elizabeth förstår att kärlek uppstår mellan Paul och Agathe väver hon ett nät av lik en Machiavelli så att brodern inte kan fly från det. 

## Struktur
- Scen 1: Ouverture
- Scen 2: Paul est mourant
- Scen 3: Une boule de neige
- Scen 4: Deux moitiés dans un même corps
- Scen 5: Il n’a pas dit au revoir
- Scen 6: Le somnambule
- Scen 7: Elle m’a giflé
- Scen 8a: Ils vivaient leur rêve
- Scen 8b: Et puis laisser
- Scen 9: Appelez-moi Elisabeth
- Scen 10, 11:, 11, Modèle entrecroisé
- Scen 11a: Terrible Interlude
- Scen 11: le Verdict
- Scen 13: Interlude Musicale - le Retour chez Orphée
- Scen 14a, b: Cocon de châles
- Scen 15: Perdu
- Scen 16: Il écrivit son propre nom
- Scen 17: Es-tu amoureuse, Agathe?
- Scen 18: De la part de Dargelos
- Scen 19: Elle prit la route
- Scen 20: La fin de Paul

## Diskografi
- Christine Arand (soprano), Philip Cutlip[1] (bass-baritone), Hal Cazalet (tenor), Valérie Komar[2] (mezzo-soprano), Philip Glass, Nelson Padgett,[3] Eleanor Sandresky[4] (pianos) conducted by Karen Kamensek, recorded in December 1996 and January 1997. Orange Mountain Music (April 2005).